# Diecezja Corpus Christi
Diecezja Corpus Christi (łac. Dioecesis Corporis Christi, ang. Diocese of Corpus Christi) jest diecezją Kościoła rzymskokatolickiego w metropolii Galveston-Houston w Stanach Zjednoczonych w południowej części stanu Teksas.

## Historia
Diecezja została kanonicznie erygowana 23 marca 1912 roku przez papieża Piusa X. Wcześniej, od 28 sierpnia 1874 był to Wikariat apostolski Brownsville wyodrębniony z terenów ówczesnej diecezji Galveston. Pierwszym wikariuszem został kapłan diecezji Mobile Dominic Manucy (1823-1885). Diecezja kilkukrotnie traciła część terytoriów na rzecz nowo tworzonych jednostek administracyjnych (diecezje Brownsville, Victoria i Laredo).

## Ordynariusze
- Dominic Manucy (1874–1884) - wikariusz apostolski
- Peter Verdaguer y Prat (1890–1911) - wikariusz apostolski
- Paul Joseph Nussbaum (1913–1920) - pierwszy ordynariusz
- Emmanuel Boleslaus Ledvina (1921–1949)
- Mariano Simon Garriga (1949–1965)
- Thomas Joseph Drury (1965–1983)
- René Gracida (1983–1997)
- Roberto González Nieves (1997–1999)
- Edmond Carmody (2000–2010)
- William Mulvey (od 2010)